# ميد بنك
بنك مصر إيران للتنمية بنك مملوك بشكل مشترك بين حكومتي مصر والجمهورية الإسلامية في إيران. تأسس البنك في 27 مايو 1975 قبل قيام الثورة الإسلامية في إيران «كشركة مساهمة مصرية». يقوم نشاط البنك بالاستثمار في مجال أسواق النقد والمال وتمويل المشروعات وأنشطة التمويل التجاري قصير الأجل ويبلغ رأس المال المصرح به حسب الموقع الرسمي للبنك على الإنترنت 300 مليون دولار أمريكي.
تمتلك الحكومة المصرية 59,86 في المائة من أسهم البنك ممثلة في البنك الوطني للاستثمار وشركة مصر للتأمين (شركة مملوكة جزئيا للحكومة المصرية)، فيما تمتلك الحكومة الإيرانية 40,14 في المائة عبر شركة إيران للاستثمار الأجنبي. ويتكون مجلس إدارة البنك من ثمانية شخصيات أربعة من مصر وأربعة من إيران أحدهم داوود دانش جعفرى الوزير السابق للشؤون الاقتصادية والمالية في إيران بين 2005 - 2008.
وجهت صحيفة «ذا أتلانتك» الأمريكية اتهامات لمصر «بمساعدة إيران في التحايل على العقوبات الدولية المفروضة على الأخيرة عبر البنك»، مشيرة أن البنك قام في يوليو 2009 بتحويل 50 مليون دولار إلى إيران، وذلك في الوقت الذي بدأ فيه المجتمع الدولي بحث سبل معاقبة الجمهورية الإسلامية بسبب برنامجها النووي غير المشروع.

## تغيير الأسم
في عام ٢٠١٩م تقدم مسؤولي البنك بطلب للبنك المركزي المصري لتغيير أسم البنك من بنك مصر إيران للتنمية الى بنك ميد نظرا لما تسبب به الاسم القديم من مشاكل مع المراسلين بالخارج بسبب العقوبات الاقتصادية الامريكية المفروضة على ايران 

## الشركات التابعة
- شركة مصر إيران للغزل والنسيج
- شركة مصر إيران للتنمية السياحية

## وصلات خارجية
- الموقع الرسمي